# Сподня Сенарска
Сподня Сенарска (на словенски: Spodnja Senarska) е село в Словения, Подравски регион, община Света Троица в Словенских горицах. Според Националната статистическа служба на Република Словения през 2002 г. селото има 114 жители.